# Г'ю Ґарнер
Г'ю Ґарнер (англ. Hugh Garner; 22 лютого 1913, Батлі, Йоркшир, Велика Британія — 30 червня 1979, Торонто) — канадський письменник британського походження.

## Життєпис
Г'ю Ґарнер народився в Батлі, графство Йоркшир, у 1913 році та приїхав до Канади разом зі своїми батьками ще в 1919 році, де він виріс у Торонто, Онтаріо. Під час Великої депресії, як і багато інших безробітних, він подорожував потягами Канадою та США автостопом. Потім він воював у складі інтернаціональних бригад у громадянській війні в Іспанії. Під час Другої світової війни служив у ВМС Канади.
Після закінчення війни Ґарнер зосередився на письменництві. Свій перший роман Storm Below він опублікував у 1949 році. Наступного року його найвідоміший роман у Канаді, Cabbagetown, був опублікований у скороченій версії, виданій з доповненнями 1968 року. У цьому романі він яскраво описав життя громади в Кебіджтауні, небагатому кварталі Торонто, яке він відчув на власному досвіді. Подальший роман The Intruders, який також проливає світло на джентрифікацію в Cabbagetown через покоління після сюжету попереднього роману, вийшов у 1976 році.
Пізніше Ґарнер зосередився на кримінальних романах, таких як «Смерть у Дон-Міллз» (1975) і «Вбивство має твій номер» (1978).
Особисте походження Ґарнера — з міської бідноти протестантського середовища — було рідкісним для канадського письменника його покоління і певним чином заклало основу його творчості. Його темою був робітничий клас Онтаріо, а реалістичний роман був його улюбленим жанром. Тому Cabbagetown є найкращим прикладом його літературного стилю. Його зосередженість на ролі жертви робітників відображає його власні соціальні та соціалістичні корені.
У 1963 році Ґарнер отримав нагороду генерал-губернатора за художню літературу за збірку оповідань під назвою «Найкращі оповідання Г'ю Ґарнера». Ґарнер довго боровся з алкогольною залежністю протягом усього свого життя і помер у Торонто в 1979 році. На його честь названо житловий кооператив у Кебіджтауні.

## Твори
Романи
- Storm Below (1949)
- Waste no Tears (1950); виданий під псевдонімом Jarvis Warwick, ймовірно за назвою готелю Warwick Hotel на вулиці Jarvis Street у Торонто.
- Cabbagetown. коротке видання (1950); розширена версія (1968)
- Xia Sun (1962)
- The Sin Sniper (1970)
- A Nice Place to Visit (1970)
- Death in Don Mills (1975)
- The Intruders (1976)
- Murder Has Your Number (1950)
- Don't Deal Five Deuces (1992); посмертно видана колегою Paul Steuwe

Оповідання
- One Two Three Little Indians (1952)
- The Yellow Sweater (1952)
- Hugh Garner's Best Stories (1963)
- Men and Women (1966)
- Violation of the Virgins (1971)
- One Mile of Ice
- The Moose and the Sparrow (1966)
- Canadian stories of '71. Hgg. David Helwig, Tom Marshall. Oberon, Ottawa 1971 ISBN 088750047 S. 35—50)

Інша проза
- Author, Author! (1964; Вибрані есе)
- One Damned Thing After Another! (1973; Мемуари)